# Leanza Cornett
Eva Leanza Cornett (Big Stone Gap, Virginia; 10 de junio de 1971-Jacksonville, Florida; 28 de octubre de 2020) fue una modelo, actriz y presentadora de televisión estadounidense. Fue coronada Miss Florida en 1992 y Miss América un año después.

## Biografía
A comienzos de la década de 1990, Cornett se desempeñó como modelo y reina de belleza, coronándose como Miss America en 1993. Se convirtió en la primera actriz en interpretar una versión de acción en vivo de Ariel, el personaje principal de La Sirenita, en el espectáculo Viaje de La Sirenita en el Walt Disney World Resort en 1991. También fue miembro del grupo de música cristiana contemporánea Area Code, que publicó un disco titulado One Big World.
Cornett también fue presentadora de varios programas de televisión, entre ellos Entertainment Tonight (1994-1995), New Attitudes (1998) y Who Wants to Marry a Multi-Millionaire? (2000). Registró apariciones como invitada en series de televisión como Melrose Place, The Tick, Weeds y Fear Factor.

### Fallecimiento
Murió a los cuarenta y nueve años el 28 de octubre de 2020 después de ser hospitalizada por una lesión en la cabeza causada por una caída en su casa en Jacksonville, Florida.

## Filmografía destacada
- 2018 - Waiting in the Wings: Still Waiting
- 2007 - Weeds
- 2006 - CSI: Crime Scene Investigation
- 2002 - The Tick
- 1999 - New Attitudes
- 1999 - The Lords of Los Angeles
- 1999 - Grown Ups
- 1996 - Saved by the Bell: The New Class
- 1994 - Treasure Island: The Adventure Begins